# Diocle (matematico)
Diocle (in greco antico: Διοκλῆς?; 240 a.C. circa – 180 a.C. circa) è stato un matematico e geometra greco antico vissuto tra il III e il II secolo a.C.

## Sugli specchi ustori
Scrisse un trattato Περὶ πυρέιων (Sugli specchi ustori), del quale ci sono giunti due brani attraverso la traduzione araba e anche attraverso due riassunti mediante Eutocio, nel suo commentario all'opera di Archimede Sulla sfera e il cilindro. In uno di questi frammenti è trattata la soluzione del problema della duplicazione del cubo che, all'epoca, insieme alla quadratura del cerchio e alla trisezione dell'angolo, formavano i cosiddetti problemi di Delo, veri rompicapo per le conoscenze di geometria e matematica del tempo.
La sua soluzione, originale, procede per individuazione di due medi proporzionali, ricorrendo ad una curva, oggi nota come cissoide di Diocle.
Questo problema è collegato a quello analogo, trattato già nel V secolo a.C. da Ippocrate di Chio, per riduzione del problema stesso a quello di trovare due medi proporzionali a due segmenti dati, il maggiore dei quali è doppio del minore. La soluzione di Diocle è riferita da Eutocio insieme ad altre 8 soluzioni di altrettanti matematici greci. 
Inoltre, sempre tramite Eutocio, possediamo la soluzione di Diocle al problema archimedeo della sezione di una sfera con volumi delle calotte vincolati a stare tra loro in un rapporto assegnato, algebricamente equivalente alla soluzione di un'equazione cubica. La soluzione di Diocle prevede l'intersezione di un'ellisse con un'iperbole.
Quanto all'opera menzionata Sugli specchi ustori, si sa che era di ampio respiro: discuteva probabilmente gli specchi concavi a profilo sferico ed ellissoidale, (almeno relativamente all'ellissoide ottenuto dalla rotazione dell'ellisse intorno al suo asse maggiore). Il caso paraboidale è considerato nella parte del trattato pervenutaci in arabo e la trattazione si basa sulla proprietà focale della parabola. L'opera di Diocle fu apparentemente poco conosciuta dai matematici greci successivi, ma influenzò considerevolmente i matematici arabi e in particolare al-Haytham.
Fu Guglielmo di Moerbeke, nel XIII secolo, a curare la prima traduzione in latino dei frammenti superstiti di Diocle. Toomer, nel 1976, pubblicò il testo arabo.